# Margot Kreuter-Tränkel
Margot Kreuter-Tränkel, auch: Margot Tränkel, Pseudonym: Agnes Stephan (* 23. Juli 1929 in Kesselheim als Margot Kreuter; † 5. Juni 2003 in Koblenz) war eine deutsche Schriftstellerin.

## Leben
Margot Kreuter-Tränkel besuchte nach der Volksschule eine Handelsschule und eine Sprachenschule. Sie absolvierte ein Volontariat bei einer Zeitung und war später tätig als Bibliotheksassistentin an einer Bibliothek in Idar-Oberstein. Ab 1970 war sie freie Schriftstellerin. Sie war verheiratet und hatte eine Tochter.
Margot Kreuter-Tränkel verfasste Romane, Erzählungen und Gedichte. Ihre erzählenden Werke sind vorwiegend dem Genre des Mädchenbuchs zuzuordnen. Margot Kreuter-Tränkel war Mitglied des Friedrich-Bödecker-Kreises.

## Werke
- Illusionen, Balve/Westf. 1970 (unter dem Namen Margot Kreuter)
- Zwei im Sommerwind, München [u. a.] 1970 (unter dem Namen Margot Kreuter)
- Jahre der Träume, München [u. a.] 1971 (unter dem Namen Margot Kreuter)
- Kleines Wunder in fremder Stadt, Balve (Westf.) 1972 (unter dem Namen Margot Kreuter)
- Und schreib auch mal, München [u. a.] 1972 (unter dem Namen Margot Kreuter)
- Freunde durch ein Zauberwort, München [u. a.] 1973 (unter dem Namen Margot Kreuter)
- Eine Freundschaft auf Probe, München [u. a.] 1973 (unter dem Namen Margot Kreuter)
- Sabine in der Klemme, Balve (Sauerland) 1973 (unter dem Namen Margot Kreuter)
- Und dann die Sache mit Enzo, Recklinghausen 1973 (unter dem Namen Margot Tränkel)
- Für Moni gibt es kein Zurück, München [u. a.] 1974 (unter dem Namen Margot Kreuter)
- Moni mogelt sich durchs Leben, München [u. a.] 1974 (unter dem Namen Margot Kreuter)
- Freunde fallen nicht vom Himmel, München [u. a.] 1975 (unter dem Namen Margot Kreuter)
- Wege, die ich gehe, Reutlingen 1975 (unter dem Namen Agnes Stephan)
- Bei uns geht’s immer lustig zu, München [u. a.] 1976 (unter dem Namen Margot Kreuter)
- Ich möcht so gerne glücklich sein, München [u. a.] 1976 (unter dem Namen Margot Kreuter)
- Jennys ungewöhnlicher Sommer, München [u. a.] 1977 (unter dem Namen Margot Kreuter)
- Einen Sommer lang, München [u. a.] 1977 (unter dem Namen Margot Kreuter)
- Und warten auf das Wochenende, Reutlingen 1977 (unter dem Namen Agnes Stephan)
- Laß das mal Christine machen!, München [u. a.] 1978 (unter dem Namen Margot Kreuter)
- Sandra, Detektivin in Jeans, München [u. a.] 1978 (unter dem Namen Margot Kreuter)
- Sandra, Detektivin in Jeans, auf der Spur der Fedorbande, München [u. a.] 1979 (unter dem Namen Margot Kreuter)
- Sandra, Detektivin in Jeans, und der Junge vom Fluß, München [u. a.] 1979 (unter dem Namen Margot Kreuter)
- Sandra, Detektivin in Jeans, und das Haus in den Hügeln, München [u. a.] 1980 (unter dem Namen Margot Kreuter)
- Sandra, Detektivin in Jeans, und die Stimme der Fremden, München [u. a.] 1980 (unter dem Namen Margot Kreuter)
- Sandra, Detektivin in Jeans: Was geschah am dunklen Ufer, München [u. a.] 1981 (unter dem Namen Margot Kreuter)
- Wege, die sich kreuzen, München [u. a.] 1981 (unter dem Namen Margot Kreuter)
- Simones Geschichte, München [u. a.] 1982 (unter dem Namen Margot Kreuter)
- Ein Tag zum Freuen, München [u. a.] 1983 (unter dem Namen Margot Kreuter)
- Blumen für Johanna, München [u. a.] 1984 (unter dem Namen Margot Kreuter)
- Australien liegt gleich um die Ecke, Reutlingen 1985 (unter dem Namen Margot Kreuter)
- Ein Hund für Steffi, München 1988 (unter dem Namen Margot Kreuter)
- Neues Leben, neues Glück, München 1991 (unter dem Namen Margot Kreuter)
- Sandra, München 1993 (unter dem Namen Margot Kreuter)